# Леконт, Мария
Мария Леконт (урождённая Непеина; 12 марта 1970) — французская шахматистка, гроссмейстер (2002) среди женщин.
Чемпионка Украины (1989, 1991 и 1992). В составе сборной Франции участница 4-х Олимпиад (2000—2002, 2006—2008) и 4-х командных чемпионатов Европы (2001, 2007—2011).

## Изменения рейтинга
| Графики недоступны из-за технических проблем. См. информацию на Фабрикаторе и на mediawiki.org. |